# Paratorchus fiordensis
Paratorchus fiordensis – gatunek chrząszczy z rodziny kusakowatych i podrodziny Osoriinae.
Gatunek ten opisany został w 1982 roku przez H. Pauline McColl jako Paratrochus fiordensis. W 1984 roku ta sama autorka zmieniła nazwę rodzaju na Paratorchus, w związku z wcześniejszym użyciem poprzedniej nazwy dla rodzaju mięczaków.
Chrząszcz o walcowatym ciele długości od 2,4 do 4 mm, barwy od żółtawobrązowej do rudobrązowej z żółtawobrązowymi odnóżami i czułkami. Wierzch ciała ma delikatnie punktowany oraz krótko i rzadko owłosiony. Długość szczecinek jest mniejsza niż odległości między nimi. Owalne oczy złożone buduje około 4–5 wyraźnych omatidiów. Przedplecze ma od 0,55 do 0,6 mm długości. Pokrywy charakteryzują zaokrąglone, prawie proste kąty ramieniowe. Odwłok ma dziewiąty tergit niezbyt silnie wydłużony ku tyłowi w dwa tępe wyrostki tylne. U samca ósmy sternit odwłoka pozbawiony jest wgłębień, a narząd kopulacyjny ma prosty wyrostek boczny i haczykowaty wierzchołek części rurkowatej. Samicę cechuje gruszkowata spermateka o wymiarach 0,2 × 0,125 mm.
Owad endemiczny dla Nowej Zelandii, znany z regionu Southland w południowo-zachodniej części Wyspy Południowej. Spotykany jest w ściółce, wśród mchów i traw, na wysokości od 0 do 1200 m n.p.m.